# Назаров, Дмитрий (легкоатлет)
Дмитрий Назаров (1890, Москва — неизвестно) — российский легкоатлет, выступавший в беге на средние дистанции. Участник летних Олимпийских игр 1912 года.

## Биография
Дмитрий Назаров родился в 1890 году в Москве.
В 1912 году вошёл в состав сборной России на летних Олимпийских играх в Стокгольме. В беге на 800 метров занял последнее, 5-е место в четвертьфинале. В беге на 1500 метров не смог завершить четвертьфинальный забег. Кроме того, наряду с Григорием Воронковым, Александром Елизаровым, Михаилом Никольским и Николаем Харьковым был заявлен в командном беге на 3000 метров, но сборная России не вышла на старт.
О дальнейшей жизни данных нет.

## Личный рекорд
- Бег на 800 метров — 2.10,0 (1911)[4]